# Dawes (cráter)
Dawes es un cráter de impacto lunar, llamado así por William Rutter Dawes. Se encuentra en la extensión situada entre el Mare Serenitatis y el Mare Tranquilitatis. Al suroeste aparece el cráter de mayor tamaño Plinius, y al noreste las estribaciones del Mons Argaeus.
|  |

Se trata de un cráter circular con un borde afilado, con un perímetro ovalado levemente achaflanado. Tiene una ligera elevación en el centro, con una marca longitudinal de un material algo más oscuro que está casi cubierto por la superposición de los depósitos de un remolino de un material similar. Gran parte de los depósitos se deben a desplomes o a efectos del repliegue del terreno. Las paredes interiores son empinadas y están libres de la erosión provocada por impactos posteriores.
|  |  |

En el examen detallado de este cráter se han localizado lo que parecen ser huecos y canales a lo largo del borde interior. Se plantea la hipótesis de que impactos micrometeoríticos en el borde pudieron desencadenar deslizamientos de materiales sueltos, que producen una apariencia similar a barrancos. Un fenómeno similar puede ser responsable del característico aspecto acarcavado del borde interior de algunos cráteres marcianos.